# Vágar
Vágar és la tercera illa més grossa de les Fèroe, situada entre Streymoy i les petites illes de Tindhólmur i Mykines. Té una superfície de 177,6 km², on viuen 3.350 habitants (2020).

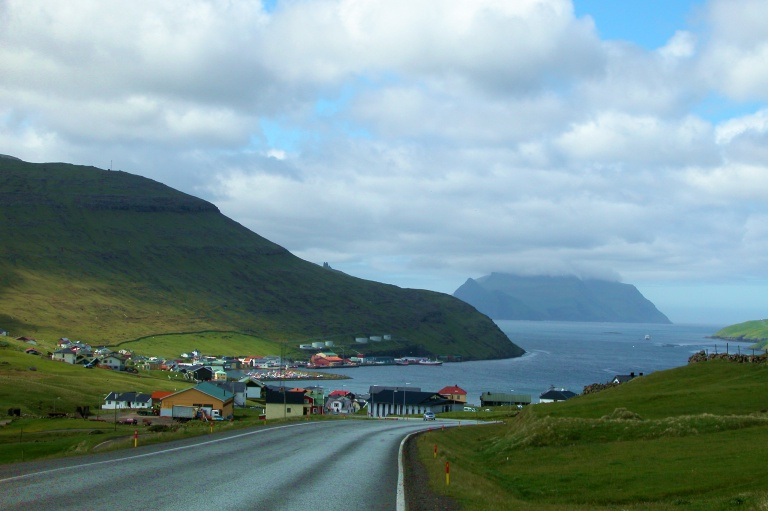
Vista de Sørvágur amb Mykines al fons.

L'Árnafjall hi és la muntanya més alta amb 722 m. Té a més els dos llacs més grossos de les illes: Sørvágsvatn i Fjallavatn. Administrativament, l'illa està divida entre 3 municipis: Sørvágur (amb els pobles de Bøur i Gásadalur), Miðvágur (amb Vatnsoyrar) i Sandavágur. Compta amb l'únic aeroport de les illes, l'aeroport de Vágar.
Des del 2002 disposa de connexió directa per carretera amb Streymoy a través d'un túnel de 4 km, l'obra civil més notable de les illes.